# Albert Rocas
Albert Rocas Comas (* 16. Juni 1982 in Palafrugell, Spanien) ist ein ehemaliger spanischer Handballspieler, der zuletzt für den spanischen Club Naturhouse La Rioja spielte und für die spanische Nationalmannschaft auflief und in der Regel auf Rechtsaußen eingesetzt wurde.

## Vereinskarriere
Albert Rocas begann in der Schule mit dem Handballspiel. Mit 15 Jahren wurde er von BM Granollers entdeckt und kam ins Jugendinternat; 2000 wechselte er zu BM Valladolid. Hier bestritt er auch seine ersten Ligaspiele in der spanischen Liga Asobal und gewann 2003 mit der Copa Asobal seinen ersten Titel.

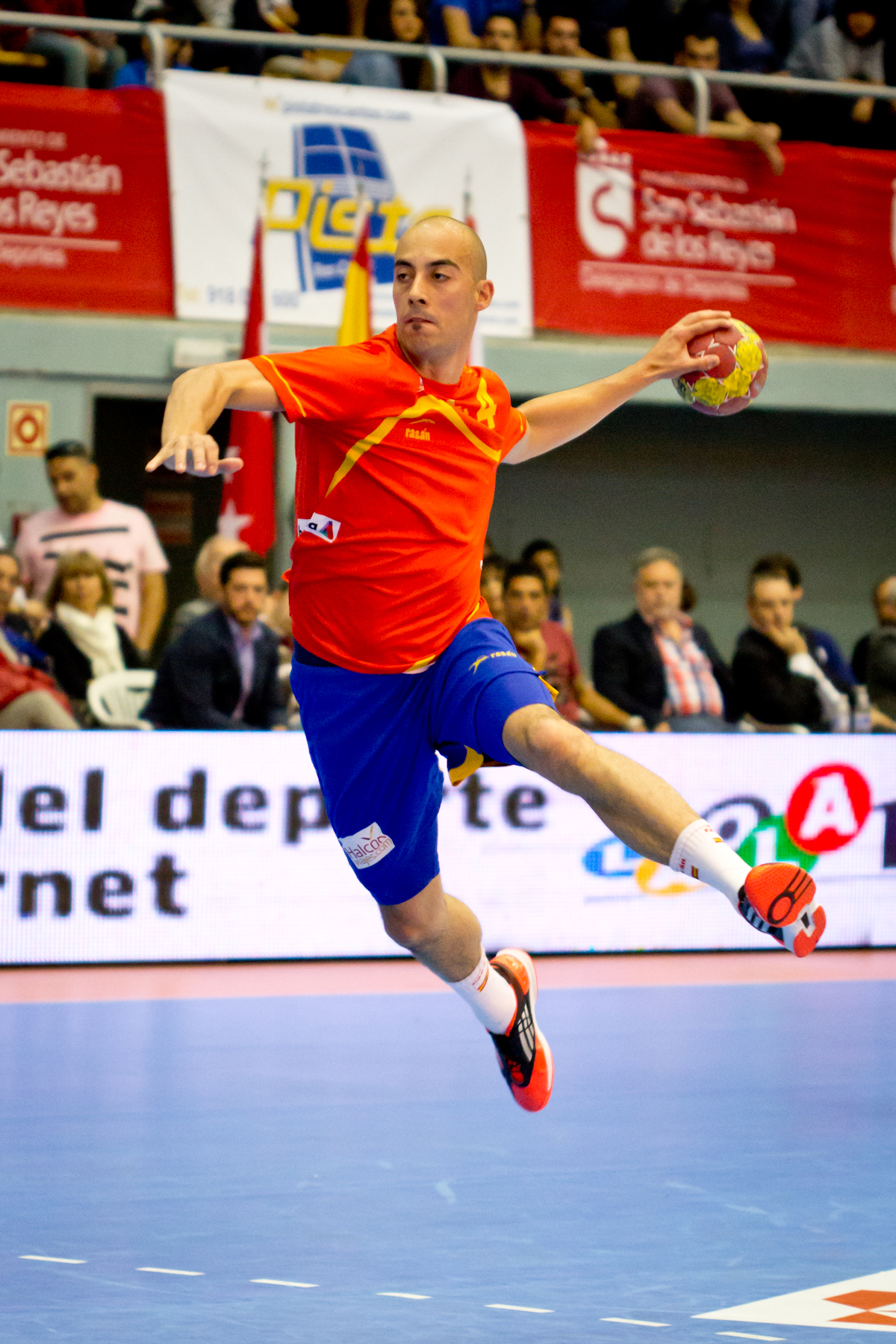
Albert Rocas (2013)

2003 ging er zum Spitzenclub Portland San Antonio, wo er 2004 den Europapokal der Pokalsieger, 2005 die spanische Meisterschaft und 2006 den spanischen Supercup gewann. 2007 wechselte der Katalane zum FC Barcelona. Mit Barcelona gewann er 2011, 2012 und 2013 die Meisterschaft sowie 2011 die EHF Champions League. 2013 unterschrieb er einen Vertrag beim dänischen Erstligisten KIF Kolding København. Mit KIF gewann er 2014 die dänische Meisterschaft. Ab dem Sommer 2014 lief Rocas für den spanischen Erstligisten Naturhouse La Rioja auf, bei dem er 2018 seine Karriere beendete.

## Auswahlmannschaften
Am 17. September 1999 spielte Rocas erstmals für eine spanische Auswahlmannschaft. Mit der Jugend-Nationalmannschaft bestritt er 14 Spiele und warf darin 48 Tore.
Für die spanische Juniorenauswahl nahm er an der U-21-Weltmeisterschaft 2003 teil. Er stand für das Team in 31 Partien, in denen er 128 Tore warf, im Aufgebot.
Albert Rocas bestritt vom 13. Juni 2003 bis zum 13. Juni 2015 insgesamt 178 Länderspiele für die spanische Nationalmannschaft, bei denen er 599 Tore warf. Er gewann Gold bei der Weltmeisterschaft 2005 sowie Silber bei der Europameisterschaft 2006. Bei den Olympischen Spielen 2008 errang er mit dem spanischen Team die Bronzemedaille und stand im All-Star-Team. Ebenfalls Bronze gewann Rocas bei der Weltmeisterschaft 2011. 2013 war er Mitglied der spanischen Weltmeister-Mannschaft. Bei der Europameisterschaft 2014 in Dänemark gewann er Bronze.